# Melaniella selaginellae
Melaniella selaginellae är en svampart som först beskrevs av Henn. & E. Nyman, och fick sitt nu gällande namn av R. Bauer, Vánky, Begerow & Oberw. 1999. Melaniella selaginellae ingår i släktet Melaniella och familjen Melaniellaceae.   Inga underarter finns listade i Catalogue of Life.